# Blackrock
För andra betydelser, se Blackrock (olika betydelser).

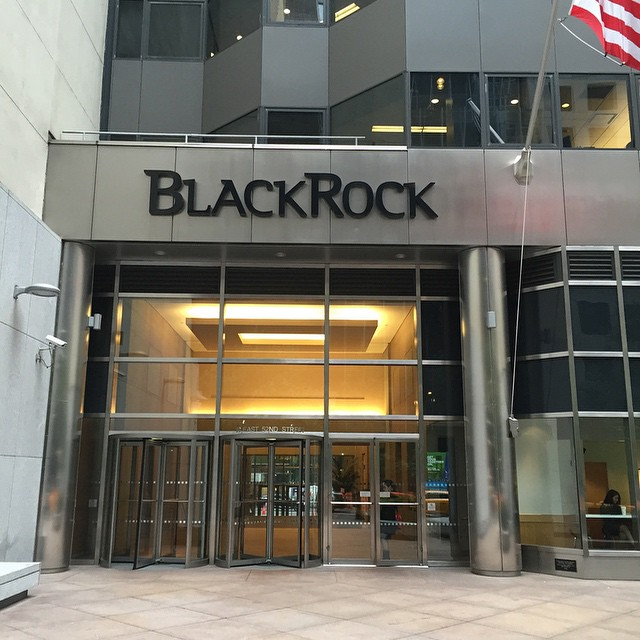
Huvudkontoret på Midtown Manhattan.

BlackRock, Inc. är ett amerikanskt multinationellt investmentbolag.
Bolaget bildades 1988 av Larry Fink, Robert S. Kapito, Susan Wagner, Barbara Novick, Ben Golub, Hugh Frater, Ralph Schlosstein och Keith Anderson.  Den 19 april 2017 förvaltade BlackRock tillgångar på totalt 138 miljarderamerikanska dollar. År 2024 var bolaget den största kapitalförvaltaren i världen.